# Valeriu Nicolae Niculescu
Valeriu "Sony" Niculescu (n. 25 ianuarie 1914, Brăila, România – d. 18 noiembrie 1986) a fost un atacant român. A fost golgeterul campionatului în sezonul Diviziei A 1940-1941, marcând același număr de goluri ca și Ioan Bogdan, 21.

## Meciuri
- - Meciuri jucate în Divizia A: 106 meciuri - 78 goluri
- Golgeter al Diviziei A: 1940–41